# Matija Mazele
Mazele Matija (Mićo) (Karlovac, 1931. – Zagreb, 1978.), hrvatski novinar i urednik

## Životopis
Diplomirao na Višoj pedagoškoj školi u Zagrebu. Radio kao športski novinar u Karlovačkom tjedniku i Narodnom sportu (1955. – 1961.). Na Radio Zagrebu od 1961., isprva kao reporter u Emisiji za selo i emisiji Od Brijuna do Palagruže, zatim kao urednik dnevnih informativnih emisija, voditelj dopisništva te športski novinar. Urednik športskog uredništva RZ-a od 1973. do smrti. Mićo Mazele i Edo Pezzi odlučili su prvi prenositi košarkaške utakmice i napraviti u eteru subotom uvečer isto ono što je nedjeljom popodne išlo s nogometnih terena. Dobitnik je posebne novinarske nagrade za godinu 1963./1964. Specijalnost: košarka, nogomet i zimski športovi. Igrao je košarku u Željezničaru (Karlovac) i Mladosti (Zagreb).